# Lycostomus nigricollis
Lycostomus nigricollis is een keversoort uit de familie netschildkevers (Lycidae). De wetenschappelijke naam van de soort werd in 1905 gepubliceerd door Jules Bourgeois.
Het exemplaar dat Bourgeois beschreef was afkomstig uit Kurseong in Bengalen (tegenwoordig in West-Bengalen).